# بانک نورینچوکین
بانک نورینچوکین (انگلیسی: Norinchukin Bank) شرکت خدمات مالی و بانکداری ژاپنی است، که در سال ۱۹۲۳ تأسیس شد.